# 瑞典社会民主工人党
瑞典社会民主工人党（瑞典語：Sveriges socialdemokratiska arbetareparti，缩写为SAP），瑞典國內通称社会民主党（Socialdemokraterna，缩写为S），中文簡稱瑞典社民黨，是瑞典最大的民主社會主義政黨，於1889年成立至今，其中大部分時間均處於執政狀態（只在1928年至1932年、1976年至1982年、1991年至1994年、2006年至2014年、2022年至今短暫失去政權，成為在野黨）。在瑞典社民黨執政的期間，工會與大型公司達成協議，共同創立社會保障體系和公共健康保障體系，收窄了貧富間的差距，並且令瑞典逐漸發展成為一个福利國家。事實上，瑞典能夠發展成為一个福利國家，都與該黨的長期執政有一定的關係。

## 歷史

### 瑞典社会民主工人党的形成（1889年—1921年）

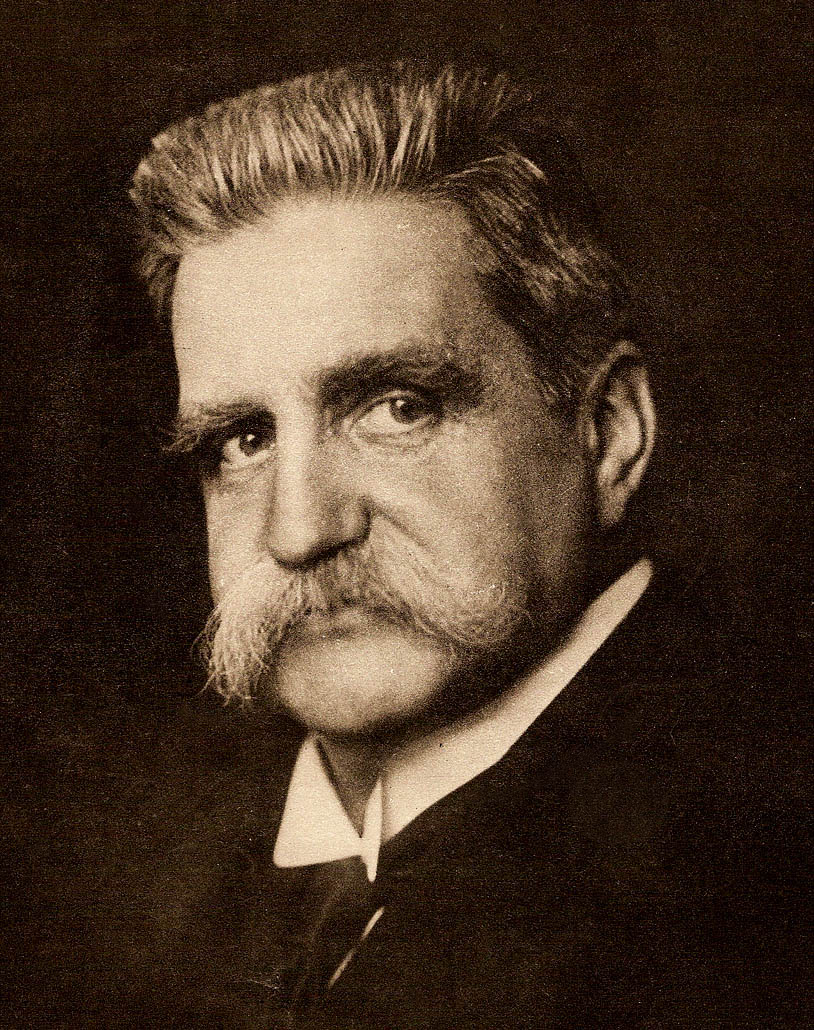
卡爾·亞爾馬·布蘭廷在1920年當選為第一位瑞典社會民主工人黨的總理。

瑞典社会民主工人党在1889年4月23日成立，自1917年一直都是瑞典议会內的第一大政黨。1917年，瑞典社会民主工人党發生分裂，党内左翼另外组建瑞典社会民主左翼党（後來更名为瑞典共產黨，现为左翼党）。瑞典社会民主工人党的象徵傳統上是一朵紅玫瑰。2001年，瑞典社会民主工人在節目記錄的話是“自由、平等和團結”。
瑞典社会民主工人党的立場理論基礎建基於馬克思主義的修正主義，瑞典社会民主工人党可以互換地稱他們的意識形態為社會民主主義或民主社會主義，雖然自奧洛夫·帕爾梅（1969年至1976年、1982年至1986年成為瑞典首相，1986年被槍手刺殺身亡）以來，很少高級代表援引社會主義。瑞典社会民主工人党支持逐步累進稅支付社會福利開支。瑞典社会民主工人党支持社會團體主義經濟，涉及資本和勞動經濟利益集團之間的社會夥伴制度的制度化，政府監督以解決兩派之間的爭端。最近，他們成為社会的平等主義、女權主義的堅定支持者，他們大力支持所有形式的平等主義、女權主義，並堅持反對歧視和種族主義。

### 茁壯、獨大和長期執政（1921年至今）

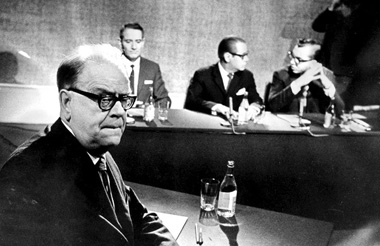
瑞典首相塔格·埃蘭德在1967年的電視辯論。

1967年—1987年瑞典社會民主工人黨的标志

自1921年至今，瑞典社会民主工人党在大部分時期，一直都是瑞典的執政黨，長期主導瑞典政治。只在1928年至1932年、1976年至1982年、1991年至1994年、2006年至2014年間短暫失去政權，成為在野黨。
瑞典的福利制度，令到不論是窮人或者是富人均能享受到福利制度所提供的福利。不過，瑞典完善的福利制度其實可追溯至一段歷史淵源。1930年代，歐洲受到美國經濟大蕭條的衝擊，國民所得驟降百分之四十以上，並且發生嚴重的通貨膨脹危機，同時，瑞典的失業率也飆升至百分之二十五。1932年，瑞典社會民主工人黨重新執政，便主張國家須負擔「從搖籃到墳墓」的社會責任，降低失業率成了首要任務。第二次世界大戰之後，保持中立而未受戰火波及的瑞典，在全球一片不景氣中，反倒能全力發展成為富裕國家之一。從1936年開始，工會和大公司達成協議，共同創立社會保障體系和公共健康保障體系，收窄了貧富的差距，從此令瑞典逐漸走上福利國家的路上，更令瑞典發展成為一个貧富差距小的發達國家。
1960年代，由於經濟大幅成長，政府為了滿足人力需求，鼓勵已婚婦女進入就業市場，並提供托育、就業父母減免工時等社會福利，以提高女性就業率。同時，公部門的擴大，除了增加許多就業機會之外，也意謂著需要更多的稅收來支撐；而唯有讓國人充分就業，國家的稅收才會穩定。這也造就了瑞典「高賦稅、高所得」的金融結構，平均一般人的稅收大約是薪水的三成，有的甚至高達五成多左右。由於福利國家的政策深得民心，一直以來也獲得不少瑞典人的支持，所以這也可以解釋為什麼瑞典社会民主工人党在大部分時期，一直都能夠成為瑞典的執政黨。
然而，在半個世紀後的2006年，瑞典社会民主工人党經歷大選慘敗，此後經歷長達8年的在野時期。2007年，瑞典社会民主工人党領袖選舉，蒙娜·薩林成為第一位女性的瑞典社会民主工人黨領袖。2008年至2010年，瑞典社会民主工人党與綠黨、左翼黨結成在野紅綠聯盟。紅綠聯盟參加了2010年選舉的聯合宣言，但是敗於右翼政黨結成的選舉聯盟——瑞典聯盟。2010年，瑞典社会民主工人党在2010年的選舉中慘敗，瑞典社会民主工人党的得票率是幾十年最低，只有30.7%，該黨其後數度更換領導層。斯蒂凡·洛夫文2012年起擔任瑞典反對黨領袖和瑞典社会民主工人党領袖。2010年11月26日，紅綠聯盟解散。
2014年，瑞典社会民主工人党在2014年的選舉中以31.0%的選票獲得選舉勝利。雖然瑞典社会民主工人党在大選中維持第一大黨地位，但左派聯盟未能過半，需要拉攏其他政黨組成聯合政府。斯蒂凡·洛夫文于2014年10月当选為瑞典首相。

### 選舉

1973年
1976年
1979年
1982年
1985年
1988年
1991年
1994年
1998年
2002年
2006年
2010年
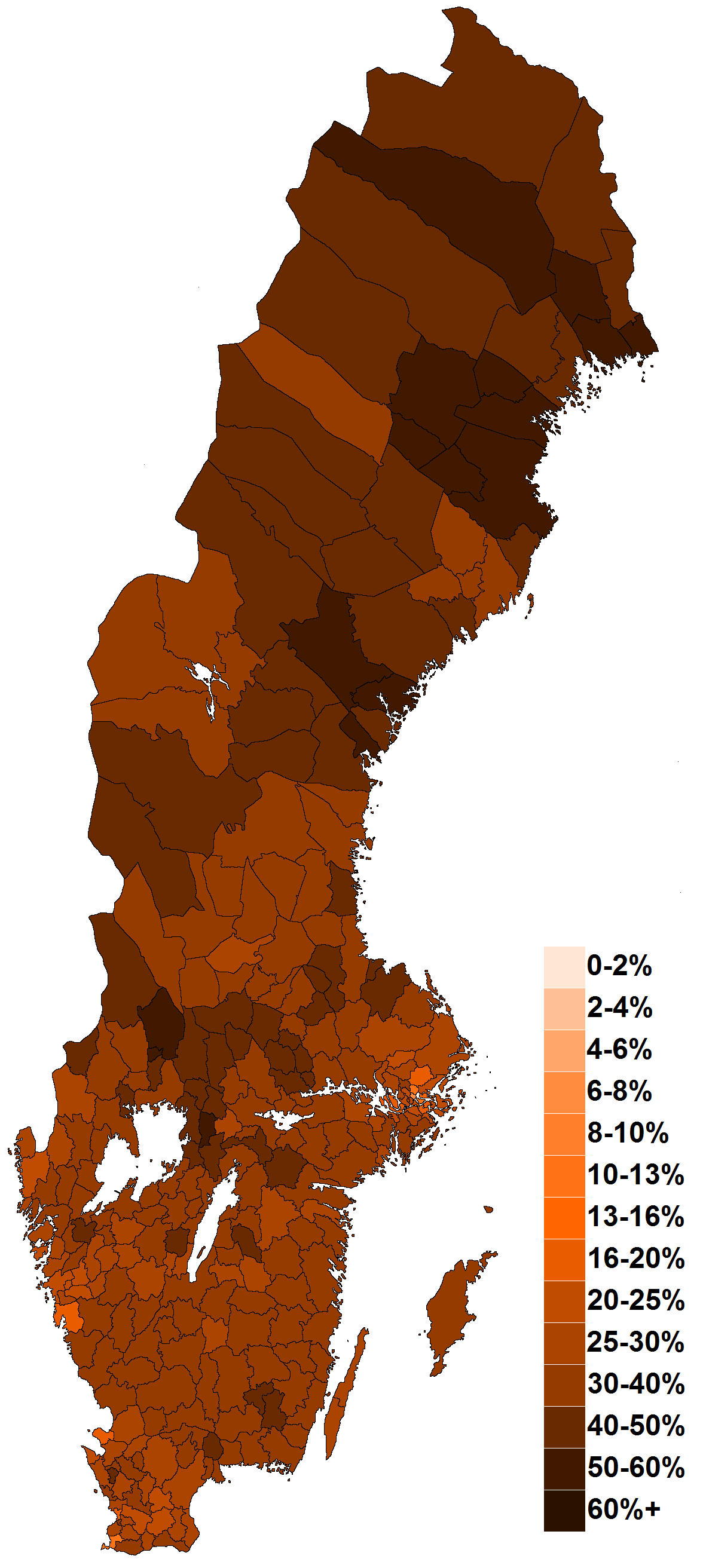
2014年
2018年
2022年

| 選舉      | 得票      | 得票比例   | 議席      | +/-    | +/- | 政府?        |
| --------- | --------- | ---------- | --------- | ------ | --- | ------------ |
| 1902年    | 6,321     | 3.5% (#3)  | 4 / 230   | ▲3.5%  | ▲4  | 反對黨       |
| 1905年    | 20,677    | 9.5% (#3)  | 13 / 230  | ▲6.0%  | ▲9  | 反對黨       |
| 1908年    | 45,155    | 14.6% (#3) | 34 / 230  | ▲5.1%  | ▲21 | 反對黨       |
| 1911年    | 172,196   | 28.5% (#2) | 64 / 230  | ▲13.9% | ▲30 | 反對黨       |
| 1914年3月 | 228,712   | 30.1% (#2) | 73 / 230  | ▲1.6%  | ▲9  | 反對黨       |
| 1914年9月 | 266,133   | 36.4% (#1) | 87 / 230  | ▲6.3%  | ▲14 | 反對黨       |
| 1917年    | 228,777   | 31.1% (#1) | 87 / 230  | ▼5.3%  | ▼1  | 聯合政府     |
| 1920年    | 195,121   | 29.6% (#1) | 75 / 230  | ▼1.5%  | ▼11 | 反對黨       |
| 1921年    | 630,855   | 36.2% (#1) | 93 / 230  | ▲6.6%  | ▲18 | 少數政府     |
| 1924年    | 725,407   | 41.1% (#1) | 104 / 230 | ▲4.9%  | ▲11 | 少數政府     |
| 1928年    | 873,931   | 37.0% (#1) | 90 / 230  | ▼4.1%  | ▼14 | 反對黨       |
| 1932年    | 1,040,689 | 41.7% (#1) | 104 / 230 | ▲4.7%  | ▲14 | 少數政府     |
| 1936年    | 1,338,120 | 45.9% (#1) | 112 / 230 | ▲4.2%  | ▲9  | 少數政府     |
| 1940年    | 1,546,804 | 53.8% (#1) | 134 / 230 | ▲7.9%  | ▲22 | 多數政府     |
| 1944年    | 1,436,571 | 46.6% (#1) | 115 / 230 | ▼7.2%  | ▼19 | 少數政府     |
| 1948年    | 1,789,459 | 46.1% (#1) | 112 / 230 | ▼0.5%  | ▼3  | 少數政府     |
| 1952年    | 1,729,463 | 46.1% (#1) | 110 / 230 | ━ 0.0% | ▼2  | 聯合政府     |
| 1956年    | 1,729,463 | 44.6% (#1) | 106 / 230 | ▼1.5%  | ▼4  | 聯合政府     |
| 1958年    | 1,776,667 | 46.2% (#1) | 111 / 231 | ▲1.6%  | ▲5  | 少數政府     |
| 1960年    | 2,033,016 | 47.8% (#1) | 114 / 232 | ▲1.6%  | ▲3  | 少數政府     |
| 1964年    | 2,006,923 | 47.3% (#1) | 113 / 233 | ▼0.5%  | ▼1  | 少數政府     |
| 1968年    | 2,420,242 | 50.1% (#1) | 125 / 233 | ▲2.8%  | ▲12 | 多數政府     |
| 1970年    | 2,256,369 | 45.3% (#1) | 163 / 350 | ▼4.8%  | ▲38 | 少數政府     |
| 1973年    | 2,247,727 | 43.6% (#1) | 156 / 350 | ▼1.7%  | ▼7  | 少數政府     |
| 1976年    | 2,324,603 | 42.7% (#1) | 152 / 349 | ▼0.9%  | ▼4  | 反對黨       |
| 1979年    | 2,356,234 | 43.2% (#1) | 154 / 349 | ▲0.5%  | ▲2  | 反對黨       |
| 1982年    | 2,533,250 | 45.6% (#1) | 166 / 349 | ▲2.4%  | ▲12 | 少數政府     |
| 1985年    | 2,487,551 | 44.7% (#1) | 159 / 349 | ▼0.9%  | ▼7  | 少數政府     |
| 1988年    | 2,321,826 | 43.2% (#1) | 156 / 349 | ▼1.5%  | ▼3  | 少數政府     |
| 1991年    | 2,062,761 | 37.7% (#1) | 138 / 349 | ▼5.5%  | ▼18 | 反對黨       |
| 1994年    | 2,513,905 | 45.2% (#1) | 161 / 349 | ▲7.5%  | ▲23 | 少數政府     |
| 1998年    | 1,914,426 | 36.4% (#1) | 131 / 349 | ▼8.8%  | ▼30 | 少數政府     |
| 2002年    | 2,113,560 | 39.9% (#1) | 144 / 349 | ▲3.5%  | ▲13 | 少數政府     |
| 2006年    | 1,942,625 | 35.0% (#1) | 130 / 349 | ▼4.9%  | ▼14 | 反對黨       |
| 2010年    | 1,827,497 | 30.7% (#1) | 112 / 349 | ▼4.3%  | ▼18 | 反對黨       |
| 2014年    | 1,932,711 | 31.0% (#1) | 113 / 349 | ▲0.3%  | ▲1  | 聯合少數政府 |
| 2018年    | 1,830,386 | 28.3% (#1) | 100 / 349 | ▼2.7%  | ▼13 | 聯合少數政府 |
| 2022年    | 1,955,358 | 30.3% (#1) | 107 / 349 | ▲2.0%  | ▲7  | 反對黨       |

- 1973年
- 1976年
- 1979年
- 1982年
- 1985年
- 1988年
- 1991年
- 1994年
- 1998年
- 2002年
- 2006年
- 2010年
- 2014年
- 2018年
- 2022年